# Meridià 113 a l'oest
El meridià 113 a l'oest de Greenwich és una línia de longitud que s'estén des del pol Nord travessant l'oceà Àrtic, Amèrica del Nord, el Golf de Mèxic, l'oceà Pacífic, l'oceà Antàrtic, i l'Antàrtida fins al pol Sud.
El meridià 113 a l'oest forma un cercle màxim amb el meridià 67 a l'est. Com tots els altres meridians, la seva longitud correspon a una semicircumferència terrestre, uns 20.003,932 km. Al nivell de l'Equador, és a una distància del meridià de Greenwich de 12.579 km.

## De Pol a Pol
Començant en el pol Nord i dirigint-se cap al pol Sud, aquest meridià travessa:
| Coordenades                               | País, territori o mar | Notes |
| ----------------------------------------- | --------------------- | --- |
| 90° 0′ N, 113° 0′ O / 90.000°N,113.000°O  | Oceà Àrtic            | |
| 78° 26′ N, 113° 0′ O / 78.433°N,113.000°O | Canadà                | Territoris del Nord-oest — Illa de Borden |
| 78° 17′ N, 113° 0′ O / 78.283°N,113.000°O | Estret de Wilkins     | |
| 77° 54′ N, 113° 0′ O / 77.900°N,113.000°O | Canadà                | Territoris del Nord-oest — Illa de Mackenzie King |
| 77° 20′ N, 113° 0′ O / 77.333°N,113.000°O | Cos d'aigua sense nom | |
| 77° 31′ N, 113° 0′ O / 77.517°N,113.000°O | Canadà                | Territoris del Nord-oest — illa de Melville |
| 75° 5′ N, 113° 0′ O / 75.083°N,113.000°O  | Golf de Liddon        | |
| 74° 58′ N, 113° 0′ O / 74.967°N,113.000°O | Canadà                | Territoris del Nord-oest — illa de Melville |
| 74° 24′ N, 113° 0′ O / 74.400°N,113.000°O | Canal de Parry        | Canal del Vescomte Melville |
| 73° 0′ N, 113° 0′ O / 73.000°N,113.000°O  | Canadà                | Territoris del Nord-oest — Illa Victòria |
| 70° 35′ N, 113° 0′ O / 70.583°N,113.000°O | Prince Albert Sound   | |
| 70° 19′ N, 113° 0′ O / 70.317°N,113.000°O | Canadà                | Territoris del Nord-oest — Illa Linaluk i Illa Victòria Nunavut — des de 70° 0′ N, 113° 0′ O / 70.000°N,113.000°O a Illa Victòria |
| 68° 29′ N, 113° 0′ O / 68.483°N,113.000°O | Golf de la Coronació  | |
| 67° 57′ N, 113° 0′ O / 67.950°N,113.000°O | Canadà                | Nunavut — Illes Lawford |
| 67° 55′ N, 113° 0′ O / 67.917°N,113.000°O | Golf de la Coronació  | |
| 67° 40′ N, 113° 0′ O / 67.667°N,113.000°O | Canadà                | Nunavut Territoris del Nord-oest — des de 65° 39′ N, 113° 0′ O / 65.650°N,113.000°O, travessa el Gran Llac de l'Esclau Alberta — des de 60° 0′ N, 113° 0′ O / 60.000°N,113.000°O                                                                            |
| 49° 0′ N, 113° 0′ O / 49.000°N,113.000°O  | Estats Units          | Montana Idaho — des de 44° 26′ N, 113° 0′ O / 44.433°N,113.000°O Utah — des de 42° 0′ N, 113° 0′ O / 42.000°N,113.000°O, travessa el Gran Llac Salat a 40° 45′ N, 111° 53′ O / 40.750°N,111.883°O Arizona — des de 37° 0′ N, 113° 0′ O / 37.000°N,113.000°O |
| 31° 56′ N, 113° 0′ O / 31.933°N,113.000°O | Mèxic                 | Sonora |
| 30° 33′ N, 113° 0′ O / 30.550°N,113.000°O | Golf de Califòrnia    | |
| 28° 27′ N, 113° 0′ O / 28.450°N,113.000°O | Mèxic                 | Baixa Califòrnia Baixa Califòrnia Sud — des de 28° 0′ N, 113° 0′ O / 28.000°N,113.000°O |
| 26° 33′ N, 113° 0′ O / 26.550°N,113.000°O | Oceà Pacífic          | |
| 60° 0′ S, 113° 0′ O / 60.000°S,113.000°O  | Oceà Antàrtic         | |
| 74° 9′ S, 113° 0′ O / 74.150°S,113.000°O  | Antàrtida             | Territori no reclamat |